# سجیل (موشک هوابه‌هوا)
موشک سجیل یک موشک هوابه‌هوای هدایت نیمه‌فعال راداری ساخت ایران است، که نسخه تغییر کاربری داده شده موشک زمین‌به‌هوای ام‌آی‌ام-۲۳ هاوک محسوب می‌شود. موشک هاوک در دوران حکومت قبلی محمدرضا پهلوی از آمریکا خریداری و به خدمت گرفته شد. در سال ۱۳۶۵ در پی فرسایشی شدن جنگ ایران و عراق و کمبود قطعات و تسلیحات مورد نیاز اف ۱۴ تامکت مانند باتری های موشک فینیکس و خود این موشک، نیروی هوایی جمهوری اسلامی ایران با به‌کارگیری یکی از خلبانان با تجربه تامکت خود به نام سروان خلبان فریدون علی‌مازندرانی به عنوان خلبان آزمایشگر طرح و بهره‌گیری از طرح کارشناسان جهاد خودکفایی نیروی هوایی خود موفق به انجام این امر شد، که بتواند این موشک را  با رادار ای‌ان/ای‌دابلیوجی-۹ هماهنگ کرده و از پلتفرم تامکت شلیک کند.
در روایتی دیگر، برای اولین بار این موشک در آسمان تهران یک میگ ۲۵ را هدف قرارداد که به دلیل کم کردن وزن کلاهک آسیب وارده به میگ جزئی بود. پس از هدف قرارگرفتن میگ ۲۵ به پرواز ادامه داده و در نهایت در اطراف کرمانشاه سقوط کرد.
در نخستین کاربرد رزمی این موشک و توسط سروان مازندرانی، یک فروند سوپراتاندارد فرانسوی در اجاره عراق بر روی خلیج فارس و از فاصله ۲۰ کیلومتری منهدم شد.در اسناد و مدارک نیروی هوایی ارتش جمهوری اسلامی ایران و کتاب نبرد در آسمان نوشته سرتیپ فضل الله جاویدنیا نیز امده که این موشک توانسته است در سال ۱۳۶۷ یک میگ ۲۹ نوع A را توسط اف ۱۴ به هدایت کاپیتان عادلی منهدم کند. بعد از جنگ وزارت دفاع جمهوری اسلامی ایران با تولید داخلی ورژنهای مختلف موشک هاوک موسوم به سامانه مرصاد، سامانه شلمچه، سامانه شاهین و موشک هوا به هوای سجیل این تسلیحات را بومی‌سازی کرد

## تغییرات در موشک سجیل
در سال ۱۳۶۵ جهاد خودکفایی ارتش جمهوری اسلامی ایران و پشتیبانی نیروهای مسلح، طی تغییراتی توانست ضمن کاهش وزن موشک سجیل با حذف موتور اولیه و برخی سامانه‌های شلیک از زمین با افزایش سوخت اصلی برد این موشک را به ۶۰ کیلومتر افزایش دهد. ضمناً وزارت دفاع طبق گفته مصطفی محمد نجار وزیر دفاع محمود احمدی‌نژاد در حال انجام تستهایی جهت ارتقاء هدایت این موشک به شلیک کن و فراموش کن و همچنین تغییر موتور موشک و لود سوخت جدید به منظور افزایش سرعت موشک به ۴ تا ۵ ماخ بوده است.
ضمناً در همان هنگام دوران جنگ مشکل عدم تأخیر لانچ موشک به جهت جدا شدن از پایلون جنگنده و امکان آسیب رسیدن به جنگنده حل شد و موشک سجیل از یک سامانه تأخیری برای روشن کردن موتور استفاده می‌کند.
به گونه‌ای که پس از فشار دکمه شلیک توسط خلبان، موشک از جنگنده جدا شده و پس از ۱۰ متر سقوط و فاصله‌گیری از جنگنده موتور خود را روشن کرده و به سمت هدف پیش می‌رود.

## محدودیتها
موشک سجیل یک موشک ضد هواپیمای بسیار قوی است. کلاهک این موشک ۵۴ کیلوگرم و همانند نمونه زمین به هوای هاوک است. طبق استانداردهای موشک‌های میان برد این مقدار مواد منفجره برای یک موشک میان برد هواپایه زیاد است. معمولاً از موشکهایی با این مقدار خرج جنگی جهت انهدام بمب افکن‌هایی نظیر توپولف-۹۵ یا بوئینگ بی-۵۲ استراتوفورترس استفاده می‌شود.وزن کلی موشک هم در حدود ششصد و پنجاه  کیلوگرم است که برای یک موشک هواپایه باعث ایجاد محدودیت حمل توسط جنگنده میگردد. به همین دلیل و همچنین وجود بالچه های بزرگ موشک ،جنگنده تامکت تنها دو تیر از این موشک را می‌تواند در دو پایلون زیر بالهای خود حمل کند. در حالی که تامکت در حالت استاندارد می‌تواند شش موشک ایم-۵۴ فینیکس و دو موشک حرارتی ایم-۹ سایدوایندر یا چهار تیر موشک فینیکس دو تیر موشک ایم-۷ اسپارو و دوتیر موشک حرارتی سایدوایندر حمل کند.در سالهای اخیر نمونه ای از این موشک با نام فکور ۹۰ در ایران ساخته شده است که همان تجهیزات درونی موشک سجیل را (البته با بروز رسانی های فراوان)در بدنه ای همانند فینیکس جا داده است تا بتوان ان را از پایلونهای استاندارد فینیکس شلیک کرد.به این ترتیب محدودیت حمل فقط دو فروند سجیل از بین رفته و  هر تامکت ایرانی میتواند تا حد اکثر ۶ فروند فکور ۹۰ را حمل کرده و به کار بگیرد.همین مورد و شباهت ظاهری فکور ۹۰ با فینیکس باعث به اشتباه افتادن بسیاری از افراد شده است که فکر میکنند فکور ۹۰ کپی ایرانی فینیکس است درحالی‌که این موشک هیچ ارتباطی به فینیکس ندارد.

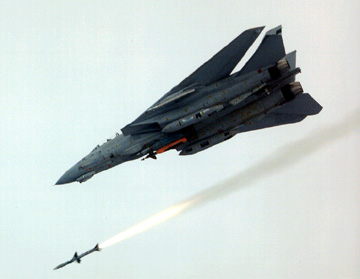
تامکت در حال شلیک موشک اسپارو

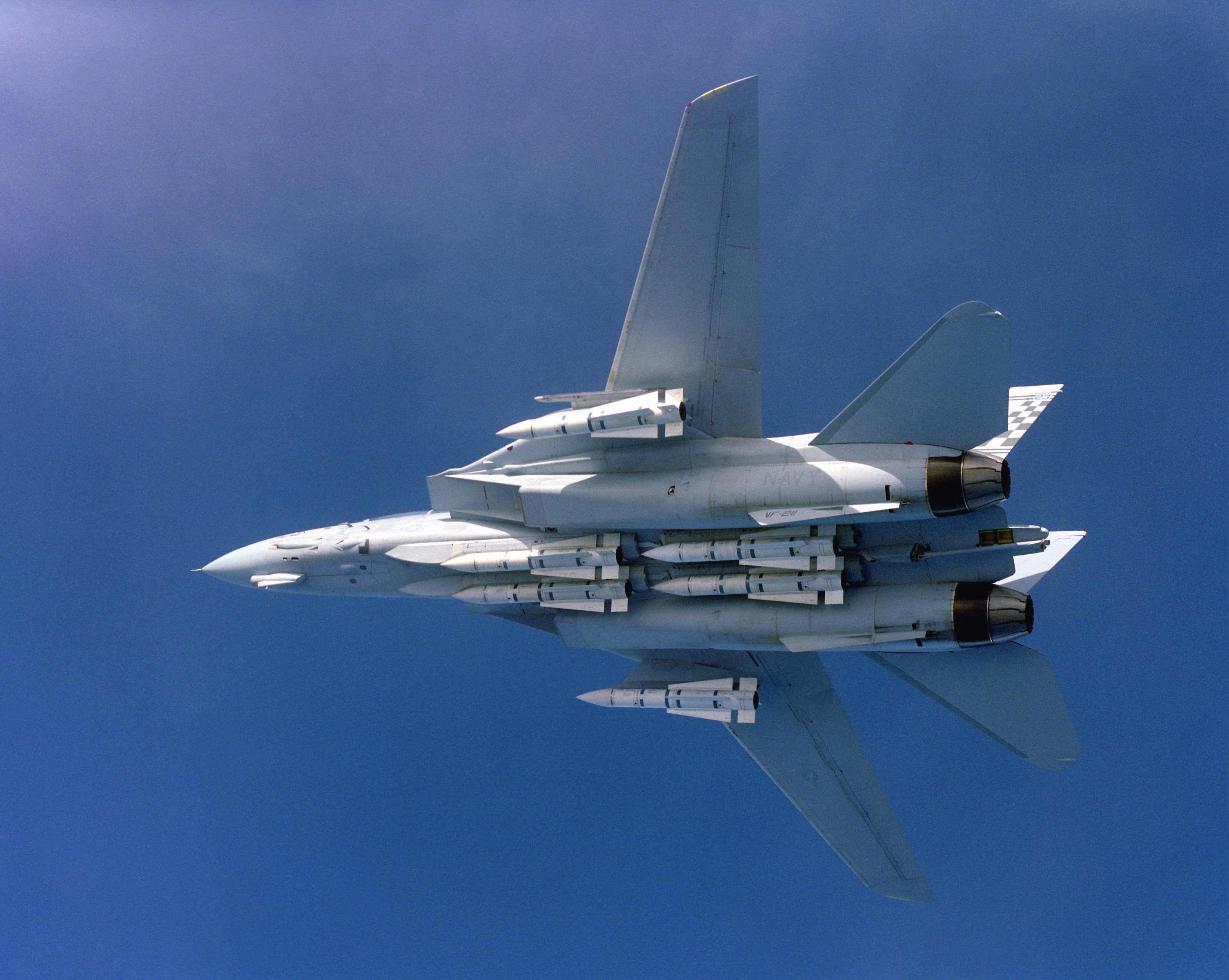
اف ۱۴ تامکت حامل شش تیر موشک فینیکس